# 胡藻斌

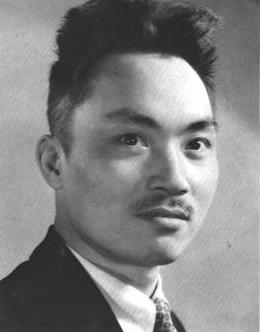
胡藻斌(1897-1942)

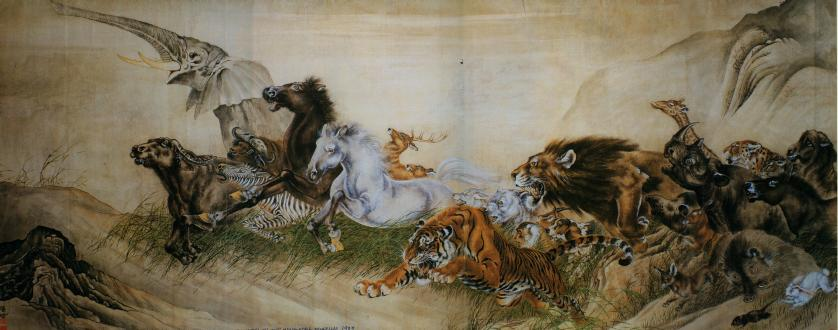
義無反顧(尺寸:150cm x 358cm)香港藝術館珍藏

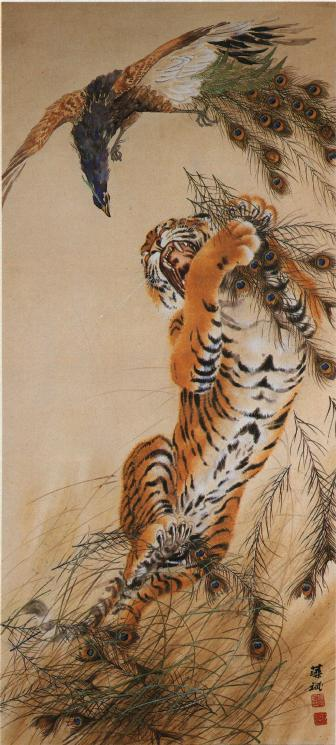
勝乎敗乎(尺寸:144cm x 60cm)澳門藝術博物館珍藏

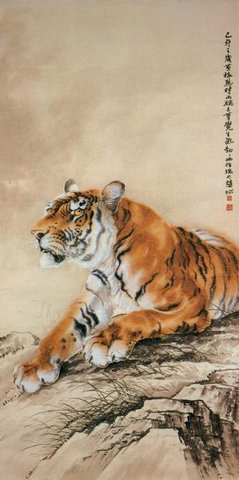
威豪氣象(尺寸:145cm x 74cm)臺灣國立故宮博物院典藏

胡藻斌（1897年—1942年9月18日），廣東順德人，別字翰青，號靜觀樓主，中華民國大陸時期画家，擅長畫虎。

## 生平

### 早年生涯
胡藻斌是廣東順德豸浦村人，生於1897年（清光緒廿三年），自幼隨伯父胡錦清學畫。1910年（宣統二年），前往日本京都市立工藝學校學習西洋畫法。當時日人喜畫虎，以寓圖強之意，他心慕之，因而參以中西畫法，致力畫虎，不料日後因此而成名。
胡藻斌在日期間加入同盟會，追隨孫中山參與革命工作。1912年（民國元年）返國，以畫謀生。1914年（民國三年）與友馮磊楸於廣州四牌坊設若愚畫學研究社，隔年於光塔街設如是美術學校。
他具有革命思想，陽為教畫，陰為國謀。他於討龍濟光、逐滇桂軍及魏邦平組共和軍諸役，以畫社掩護黨人。1926年（民國十五年）受任北伐軍總政治部藝術組宣傳主任，與梁鼎銘、梁又銘、梁中銘兄弟共同主持繪畫工作。征塵僕僕間，得以遍行南北諸省，統一以後，解甲歸粵。

### 遊歷考察
1928年（民國十七年）廣東省政府派他出洋考察，因旅費不足，以畫自給。他先赴日本，隨之俄國西伯利亞，迄阿穆爾境而止。1930年（民國十九年）遄歸香港。沒多久又出國，遊歷南洋的馬來西亞、緬甸，至印度，過波斯、土耳其，再入俄境，轉德國、法國、波蘭，出海赴美國，再折返巴黎，已而涉足南北非洲，從摩洛哥邊地回英倫。所至輒舉行畫展，並多與當地藝人往來，交換藝術心得，切磋反復，見視日廣而技藝日進。又大事搜集關於虎之藝術品，亦隨土人出獵，以收心傳目擊之妙，更拍攝虎之生活形態，以作參考。
1931年（民國二十年）再至南洋星洲，以教畫為生，兼任《星洲日報》圖畫編輯，為時三年。1934年（民國廿三年）回廣州。思上海為文化交流中心，遂舉家遷滬，與朱鳳竹設形象藝術社。聯王一亭、張聿光、張小樓等，舉行中國現代畫展，又承王濟遠、張書旗約赴南京舉行個人畫展會。作品於一日之內，為人購藏殆盡，遂以畫虎名動大江南北。先後加入南京中國美術會、上海中國畫會為會員。與張福熙等聯合為藝風社畫展於天津。
他曾於1936年（民國廿五年）參加英國倫敦少年畫會6周年展覽、美國加拿大華僑中國文化藝術展覽等，均獲頭獎。
1937年（民國廿六年）盧溝橋事變起，他應屈映光、朱慶瀾邀為畫展振四川災，復寫虎百幀義賑綏省。迨風雲日急，於1938年（民國廿七年）上海易手之前，南返香港，曾任西南中學及和知融中學等校美術老師。

### 殉於國難
1941年（民國卅年），香港亦淪陷於日軍之手，他便隱名潛伏，計劃逃返大後方。1942年（民國三十一年）6月18日偕夫人伍惠珍及女兒三人，化妝乘漁艇，思從江門轉詔關而赴重慶。詎甫抵江門，即為其友敵偵警識破行藏，被押回香港，強使為敵工作，極威迫利誘之能事。然他誓死不從，敵無奈何。於8月11日釋放。
胡藻斌念念不忘返國。友人多勸其不可離港，以謀醫治好經受酷刑之軀，終不聽，憤而離去。既抵開平，不久積勞成疾。自知不治，召子女環立，囑善存其畫，效忠國家，期如陸放翁之「家祭毋忘告乃翁」。1942年（民國三十一年）9月18日逝世，時年46歲。

### 後事
夫人伍氏於悲痛之餘，挾其遺作，展覽於廣西桂林柳州、貴州貴陽、四川重慶成都，以竟其夫遺志。勝利後，又於1947年在香港華人行展出胡藻斌遺作。
1958年，胡伍惠珍復於台灣台北市舉行胡藻斌遺作展。1986年，胡伍惠珍囑咐兒子胡始康編印其父遺作書畫成冊、贈與友好永誌紀念。1987年，胡伍惠珍鞭策子女們於香港大會堂籌辦「胡藻斌遺作紀念展」，隨即把胡藻斌代表作《義無反顧》（150 x 358 公分）連同部份書畫捐與香港藝術博物館珍藏。
2010年，應澳門藝術博物館邀請，胡意清及胡始康姊弟借出其父遺作，於澳門博物館四樓舉辦一連六週畫展，同時把全部展品編印成冊。姊弟當時捐贈出其中十幅精品給澳門藝術藝術博物館珍藏。
2016年，胡始康承母遺訓，毅然把所擁有之其父書畫捐獻臺灣國立故宮博物院。

## 評價
胡藻斌是一個多才多藝的畫家；詩、書、印、畫幾乎無一不能。繪畫方面，工筆、意筆、西畫等樣樣皆通；題材方面也是廣涉山水、花鳥、走獸等。尤其擅長畫虎，能將老虎的各種情態通過中西結合的技法，表現得栩栩如生。因此曾於國際博覽會上獲得頭獎。他的書畫典藏於臺灣國立故宮博物院、澳門藝術博物館、廣東省博物館、順德博物館及香港藝術博物館。

## 家庭
長女胡意清修女，1976-2009年在澳門聖德蘭學校擔任校長，致力於社會救助與失學孩童問題。

## 外部連結
- 甄選典藏於臺灣國立故宮博物院: https://www.flickr.com/photos/atherawuseehang/albums/72157673288846134
- 歡迎參觀網址： http://www.liu-family.org/tiger/（英文）%5B%5D
- 胡藻斌遺作網頁: http://www.flickr.com/photos/chiehongwu/（中文）%5B%5D